# Calvia Crispinilla
Calvia Crispinilla war eine Vertraute des römischen Kaisers Nero. Sie überstand unbeschadet die Wirren nach dessen Tod 68 n. Chr. und genoss noch unter den flavischen Kaisern großes Ansehen in Rom.

## Leben
Calvia Crispinilla war eine Frau senatorischen Rangs, die zunächst am Hof Neros lebte. Der Historiker Tacitus bezeichnet sie als die „Lehrerin der Lüste Neros“ (magistra libidinum Neronis). Als sich der römische Herrscher 66 n. Chr. auf eine Reise nach Griechenland begab, nahm Calvia Crispinilla daran teil und war darauf bedacht, sich möglichst stark zu bereichern. Der Kaiser übertrug ihr die fürsorgliche Überwachung seiner Frau Sabina (Sporus).
Nachdem Nero im Juni 68 gestorben war, reiste Calvia Crispinilla nach Africa, um dort Lucius Clodius Macer, Kommandant der Legio III Augusta, zur offensiveren Rebellion gegen den Kaiser Galba zu veranlassen. Macer sollte die afrikanischen Kornschiffe zurückhalten, um Rom auszuhungern. Galba ließ Macer beseitigen. Der Nachfolger Galbas, Otho, kam dem Wunsch des Volkes, Calvia Crispinilla hinzurichten, nicht nach. Diese erlebte vielmehr heil auch die Ära der Flavier und gelangte damals aufgrund ihrer Heirat mit einem Konsularen, ihres großen Vermögens und des Fehlens von Kindern als mögliche Erben zu Popularität und großer Geltung.